# Mitsubishi Space Wagon
Der Mitsubishi Space Wagon (in Japan Chariot und Chariot Grandis, in Australien Nimbus) ist ein Pkw-Modell des japanischen Automobilherstellers Mitsubishi Motors.
Im Herbst 1983 kam die erste Generation auf den Markt und begründete damit die neue Fahrzeugbauart der Großraumlimousine. Der Space Wagon war damit Vorbild für die ein Jahr später erschienenen Vans Renault Espace oder Chrysler Voyager.
Nach der dritten Generation wurde die Modellreihe gegen Ende 2004 vom Mitsubishi Grandis abgelöst.

## Space Wagon (Typ D00, 1983–1991)
Die erste Generation kam im September 1983 zunächst als Space Wagon  1800 GLX auf den Markt und hatte einen Vierzylinder-Reihenmotor mit 1795 cm³ und 66 kW, der über ein Fünfgang-Getriebe die Vorderräder antrieb.
Ab März 1985 wurde das Äußere leicht überarbeitet und ein größerer Motor angeboten. Der Space Wagon 2000 GLX hatte 1997 cm³ Hubraum und 75 kW. Ein Jahr später gab es einen Dieselmotor im Mitsubishi Space Wagon Turbo D mit 1796 cm³ Hubraum und 55 kW. Für Amerika wurde der Ottomotor mit Katalysator und 62 kW angeboten. Außer für den Dieselmotor konnte wahlweise entweder ein zuschaltbarer Allradantrieb oder ein Dreistufen-Automatikgetriebe bestellt werden.
Die Einspritzversion des Ottomotors für Europa, die ab Mitte 1988 mit Katalysator angeboten wurde, hieß Space Wagon 2000 GLXi und hat bei gleichbleibendem Hubraum 75 kW. Sie ersetzte alle vorhergehenden Versionen mit Ottomotor.
In Amerika wurde der Space Wagon auch unter den Bezeichnungen Dodge Colt Vista, Plymouth Colt Vista und Eagle Vista Wagon angeboten. 
Ende 1991 wurde die Produktion eingestellt. 

Zum Stichtag 1. Januar 2022 waren laut Kraftfahrtbundesamt in Deutschland noch 60 Mitsubishi Space Wagon der ersten Generation angemeldet.

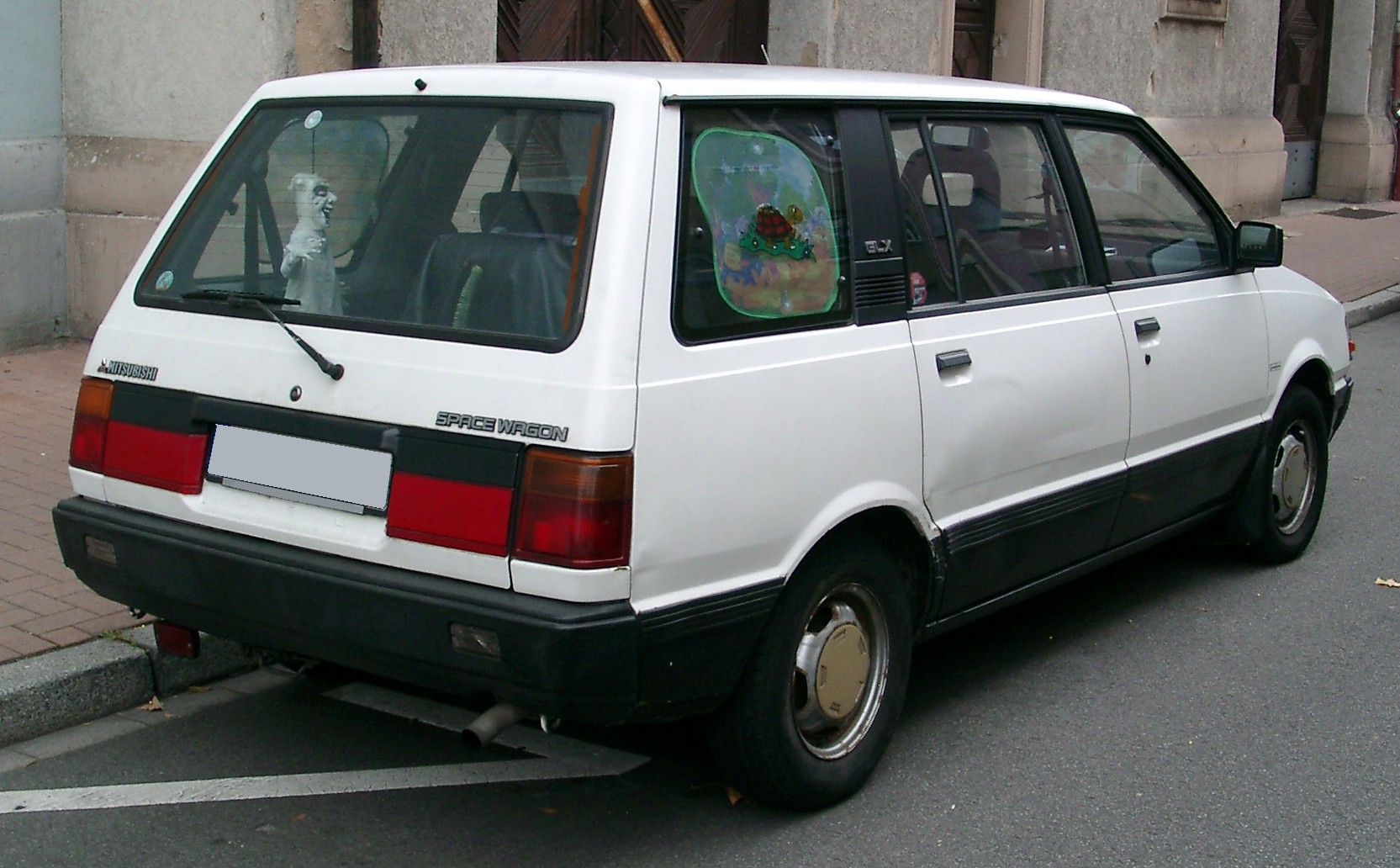
Heckansicht
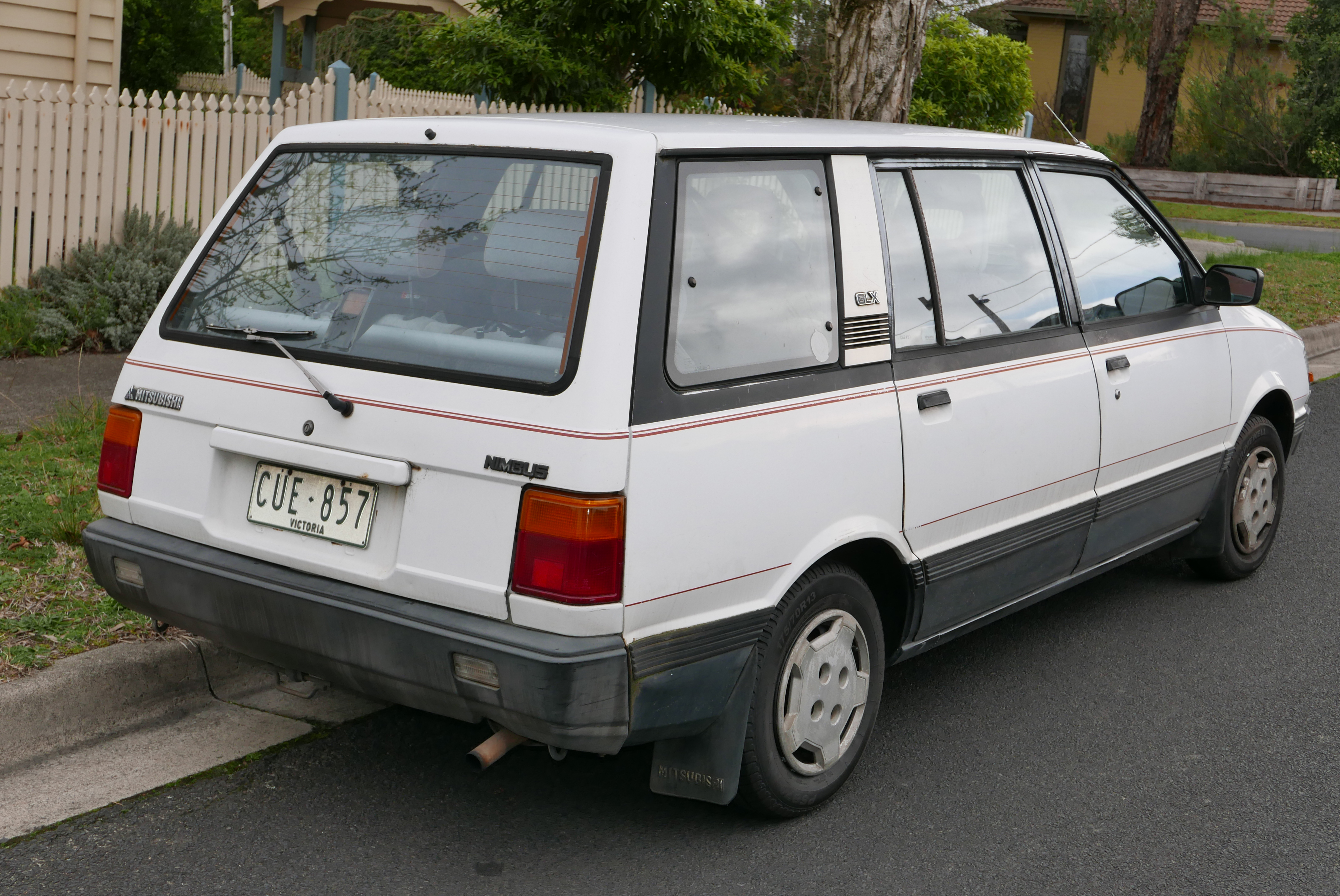
Mitsubishi Nimbus
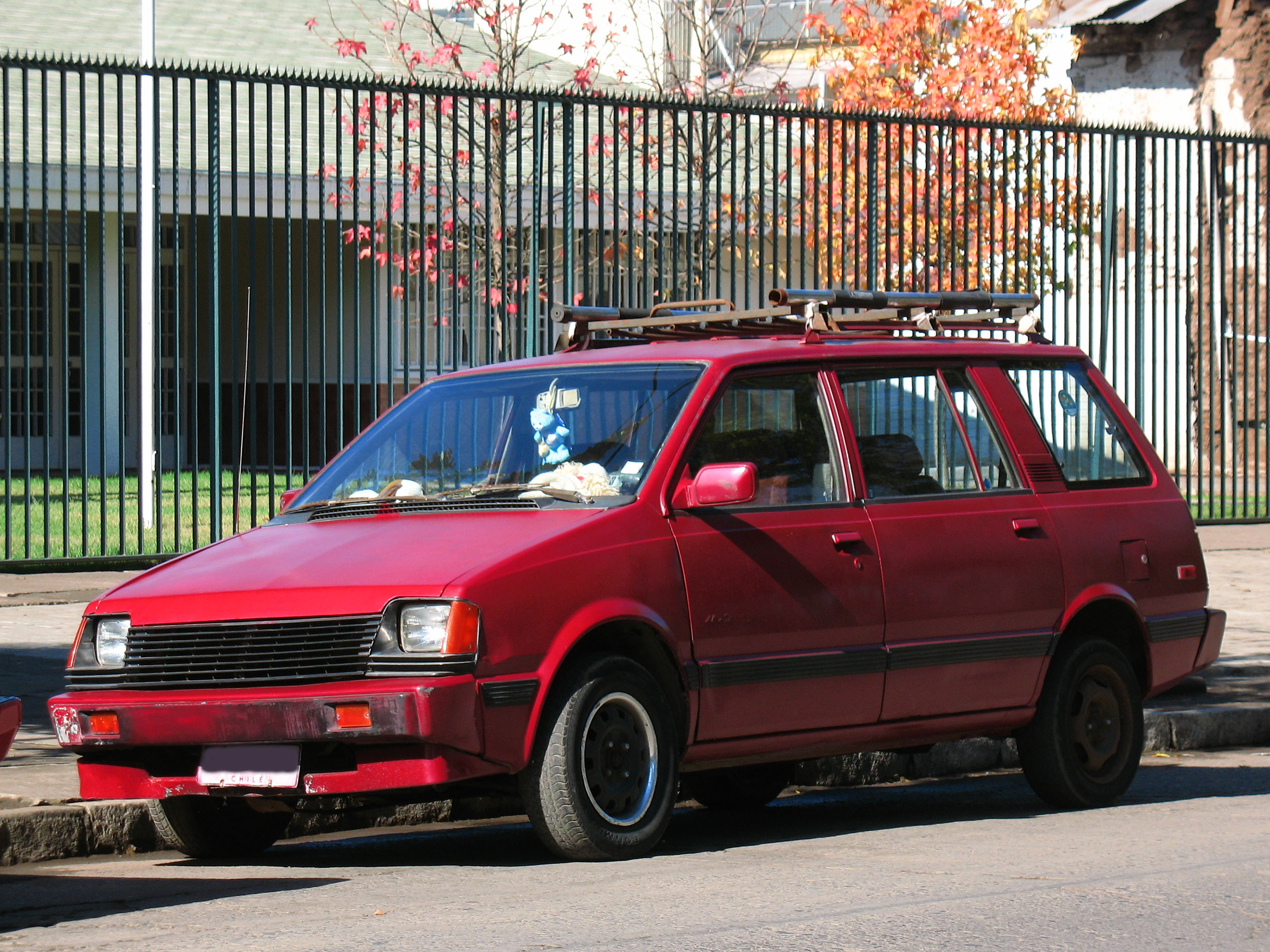
Plymouth Colt Vista
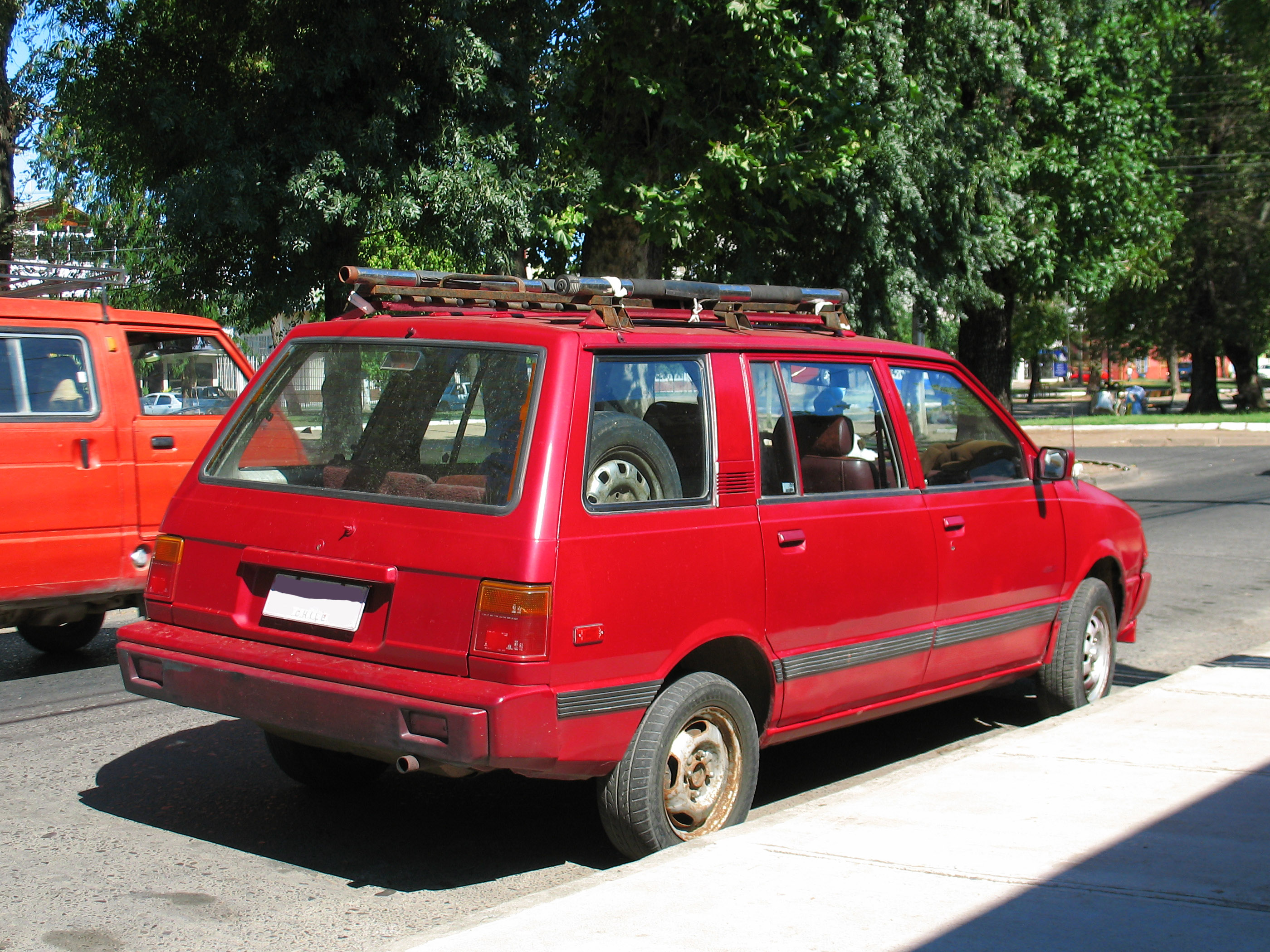
Plymouth Colt Vista (Heckansicht)
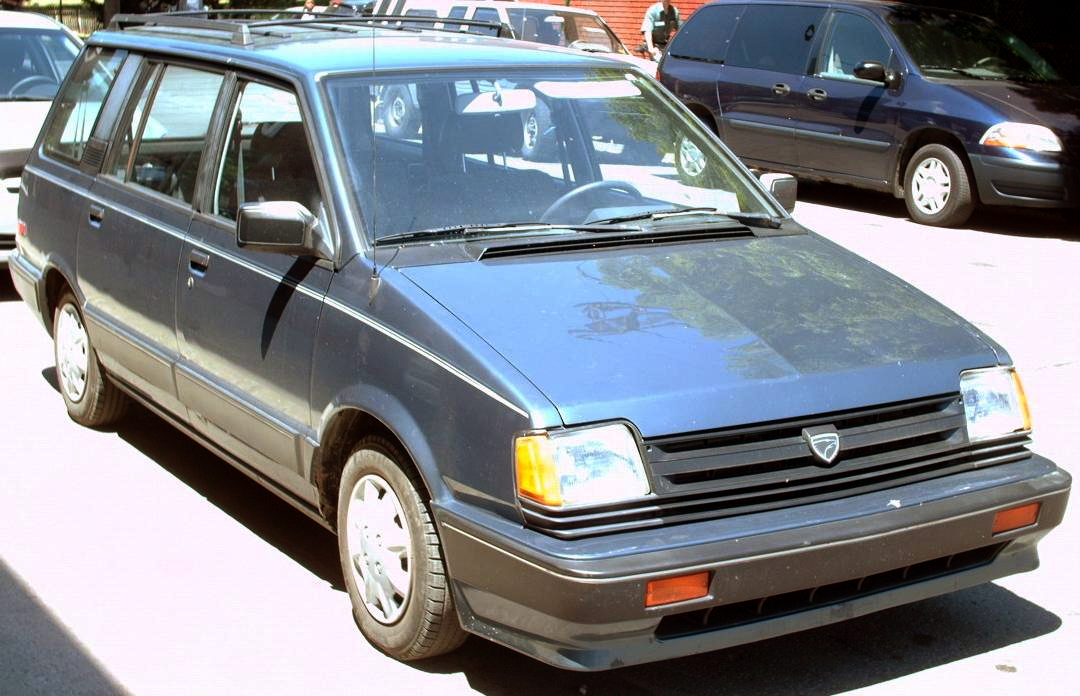
Eagle Vista Wagon

## Space Wagon (Typ N30/N40, 1991–1998)
Die zweite Generation des Space Wagon wurde ab Herbst 1991 mit einer grundlegend überarbeiteten Karosserie und zwei Ottomotoren und einem Diesel angeboten. Nun standen ein 1,8-l-Motor mit 90 kW und ein 2,0-l-Motor zur Wahl. Letzterer entspricht weitgehend dem 75-kW-Motor des Vorgängermodells, jedoch nun mit 16 Ventilen und einer auf 98 kW gesteigerten Leistung. Beide Leistungsvarianten haben die gleiche Motorkennung (4G63).
Wie auch die erste Generation des Mitsubishi Pajero unter dem Namen Hyundai Galloper wieder auflebte, wurde in den Jahren von Mitte 1995 bis Ende 2002 die zweite Generation des Space Wagon (N30) unter Mitsubishi-Lizenz von Hyundai (Hyundai Precision & Ind. Co.) unter dem Namen Hyundai Santamo bzw. Galloper Santamo gebaut.
In Amerika wurde der Space Wagon als Mitsubishi Expo vertrieben. Die kleinere Variante, der Space Runner, wurde als Mitsubishi Expo LRV, Plymouth Colt Wagon und Eagle Summit Wagon vertrieben.
In Japan gab es als Top-Variante den Chariot Resort Runner GT mit dem turboaufgeladenen 4G63-Motor aus dem Lancer Evolution bzw. Galant VR-4. 

Die Produktion des zweiten Space Wagon endete im Herbst 1998.

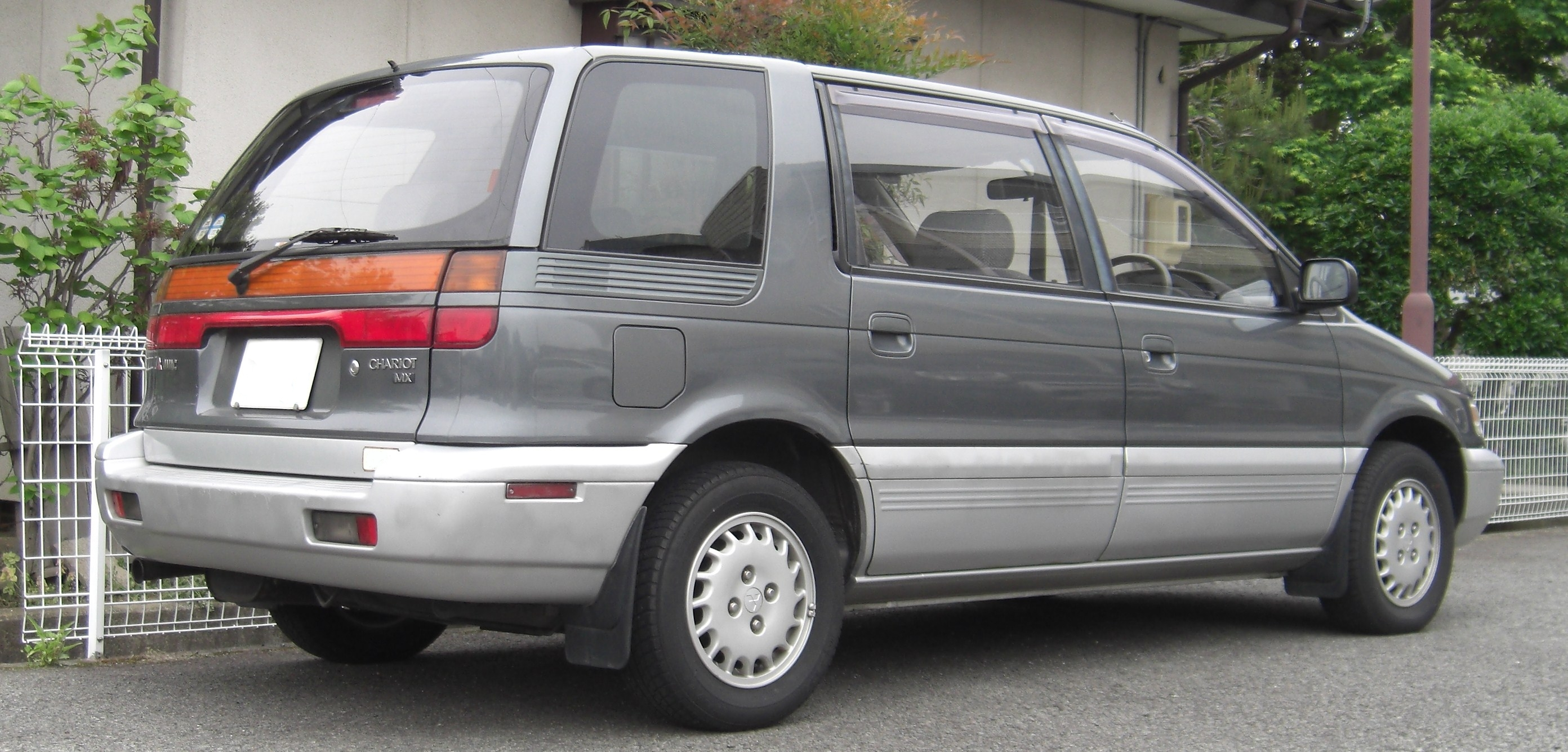
Heckansicht
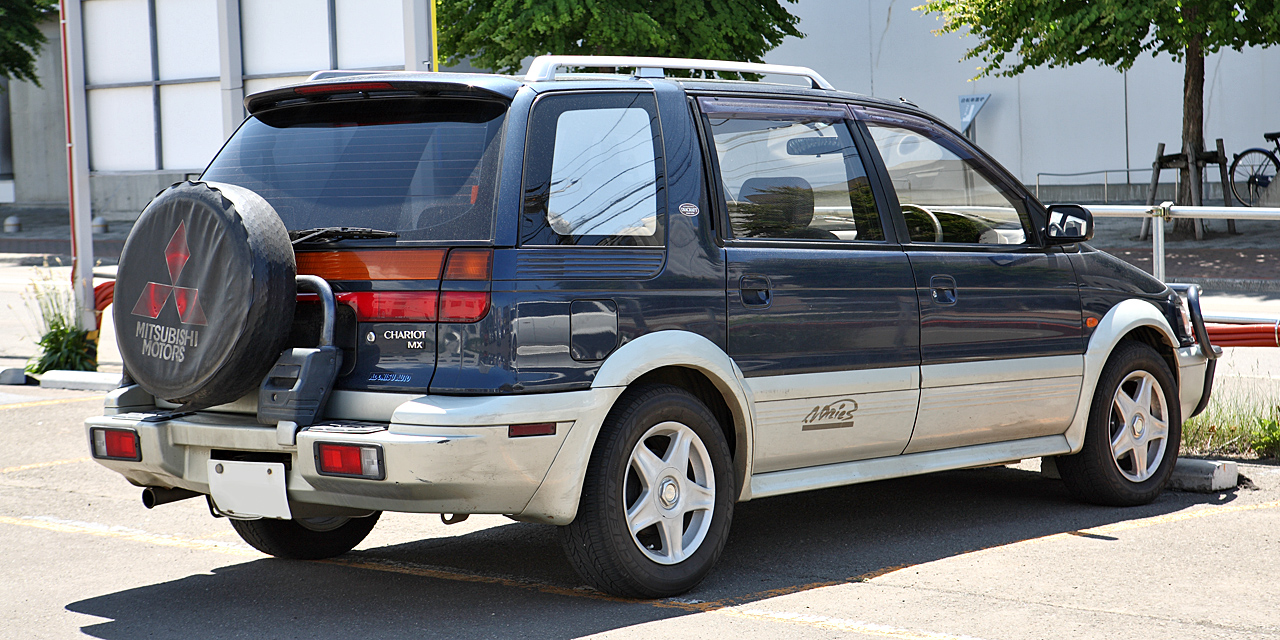
Mitsubishi Chariot (Heckansicht)
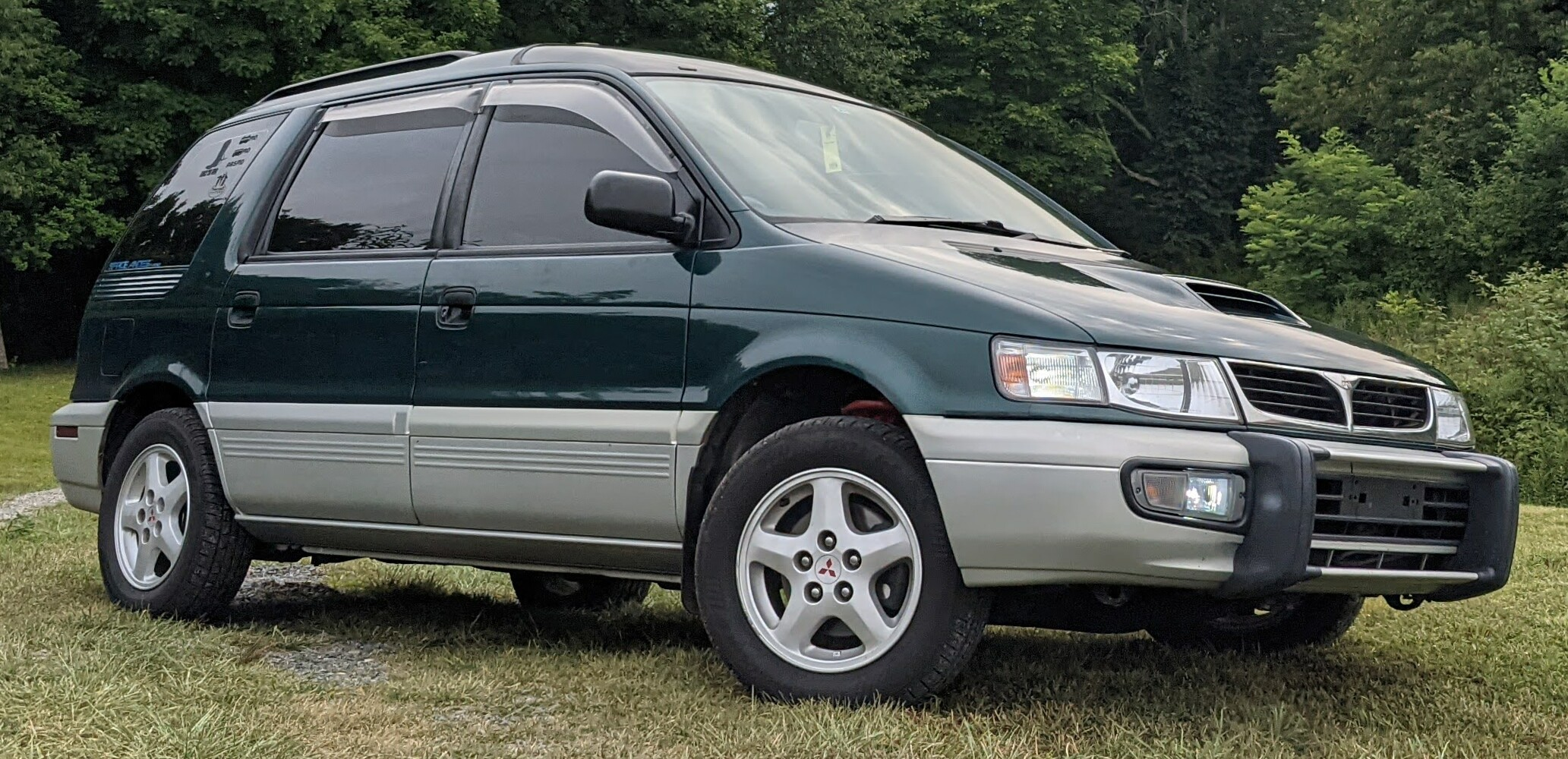
Mitsubishi Chariot Resort Runner GT
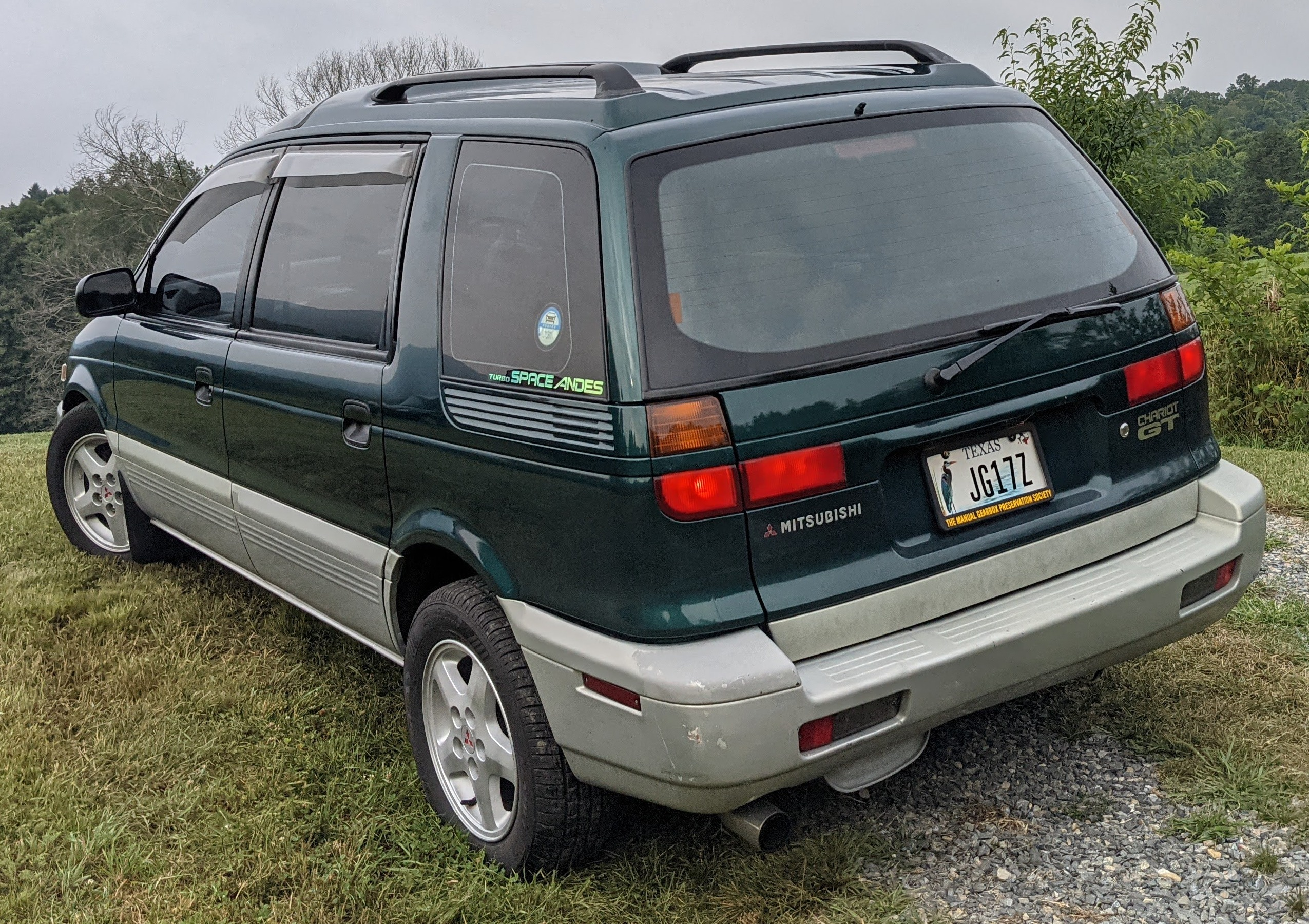
Heckansicht
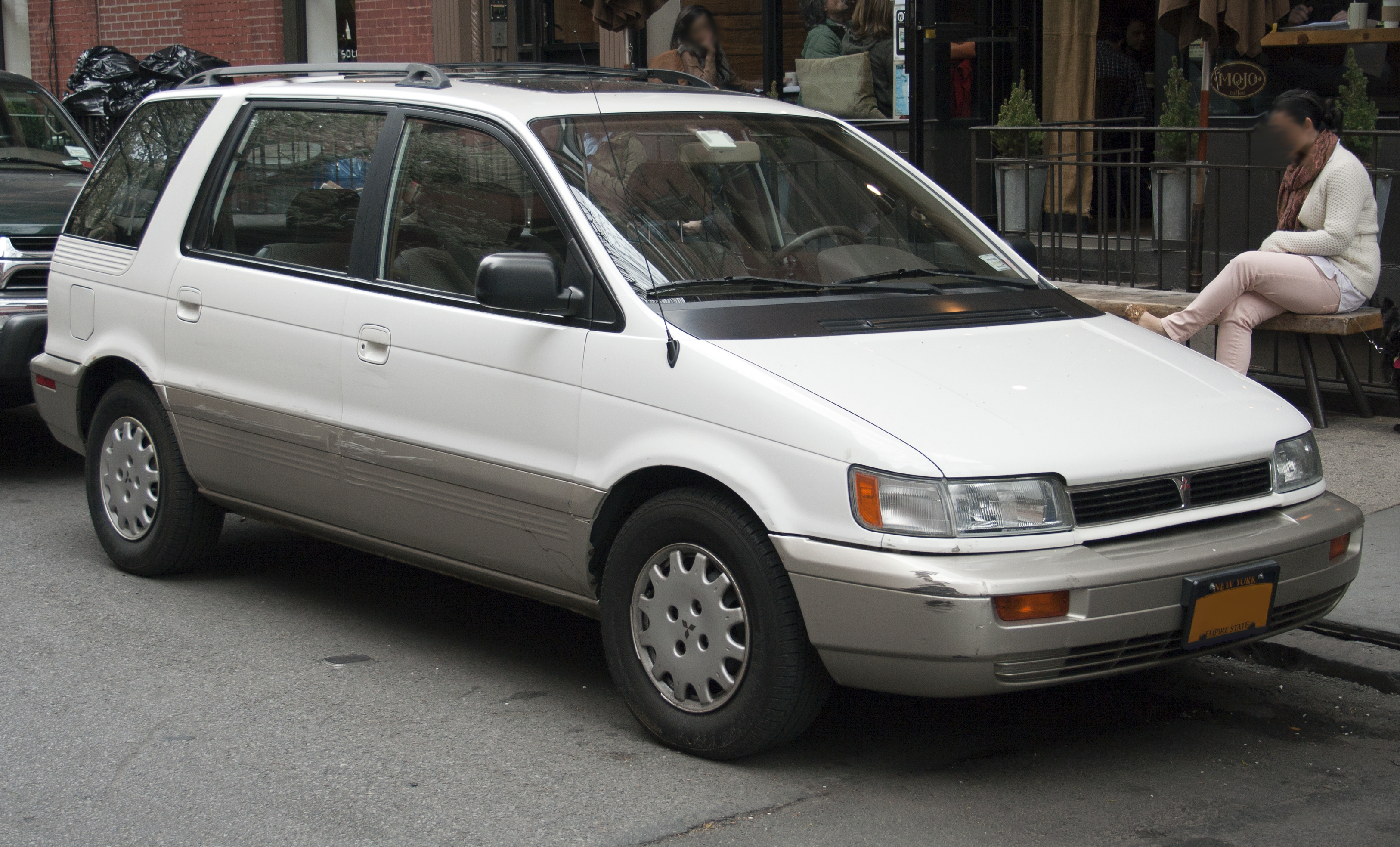
Mitsubishi Expo
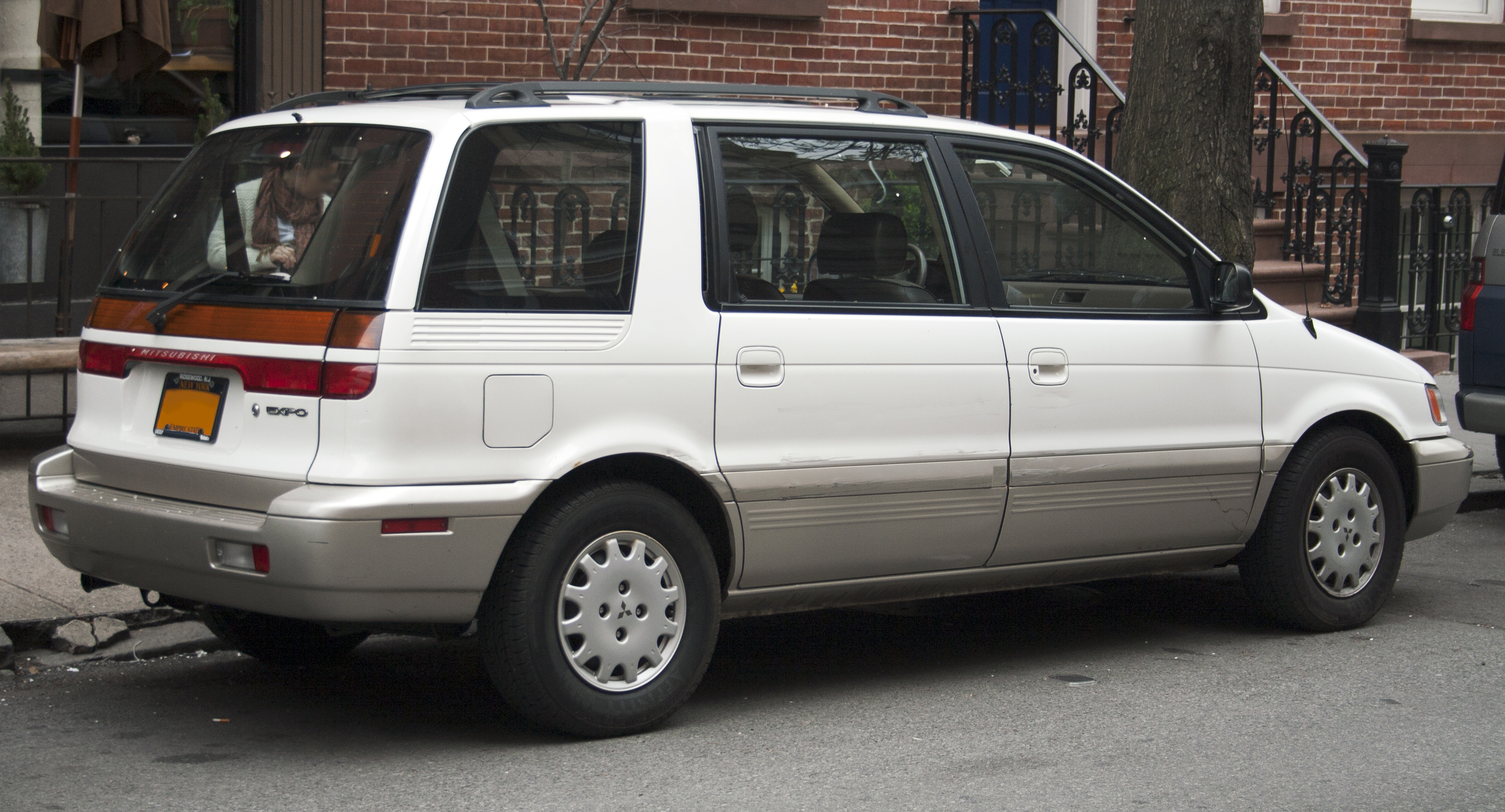
Heckansicht
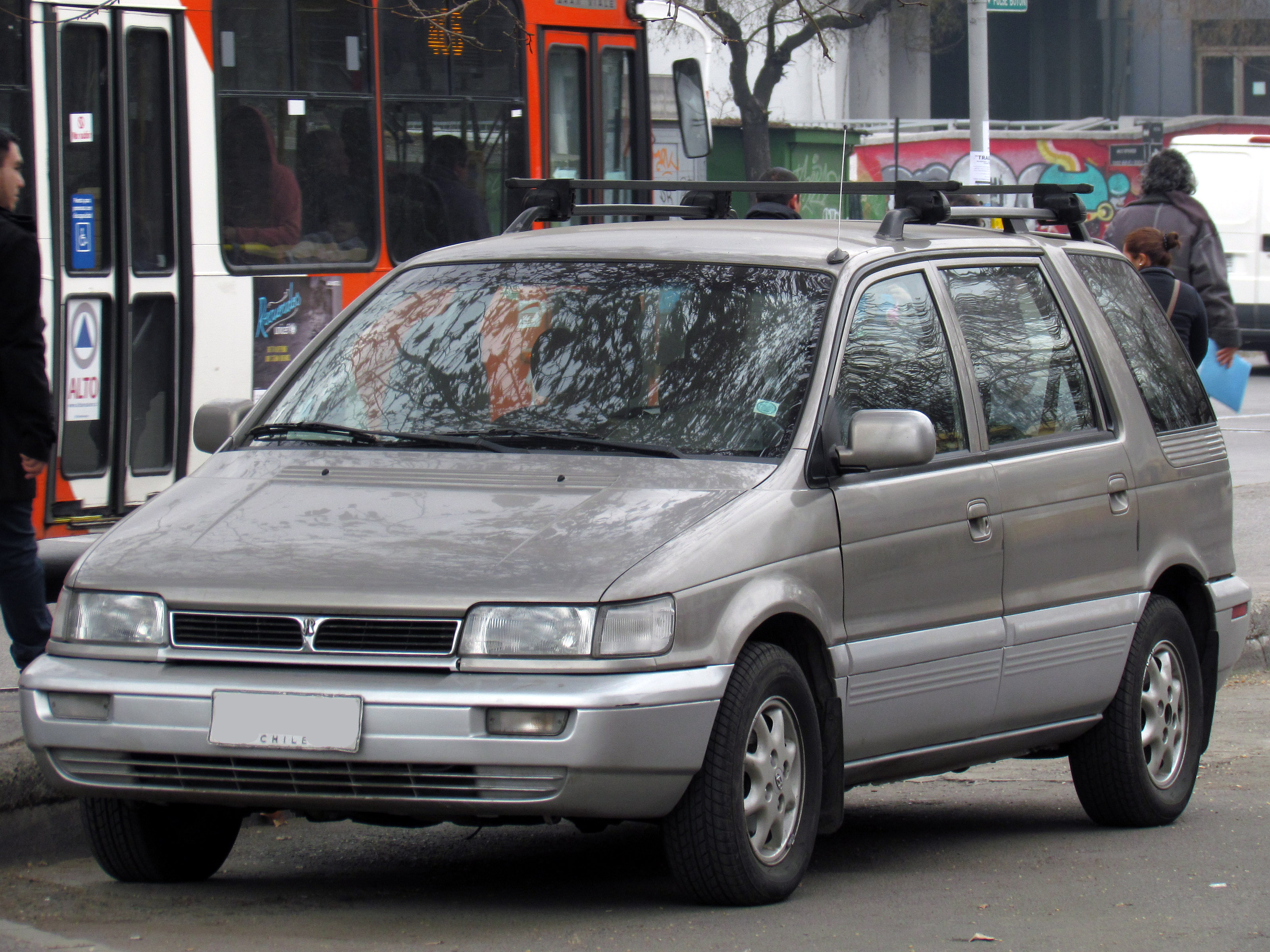
Hyundai Santamo
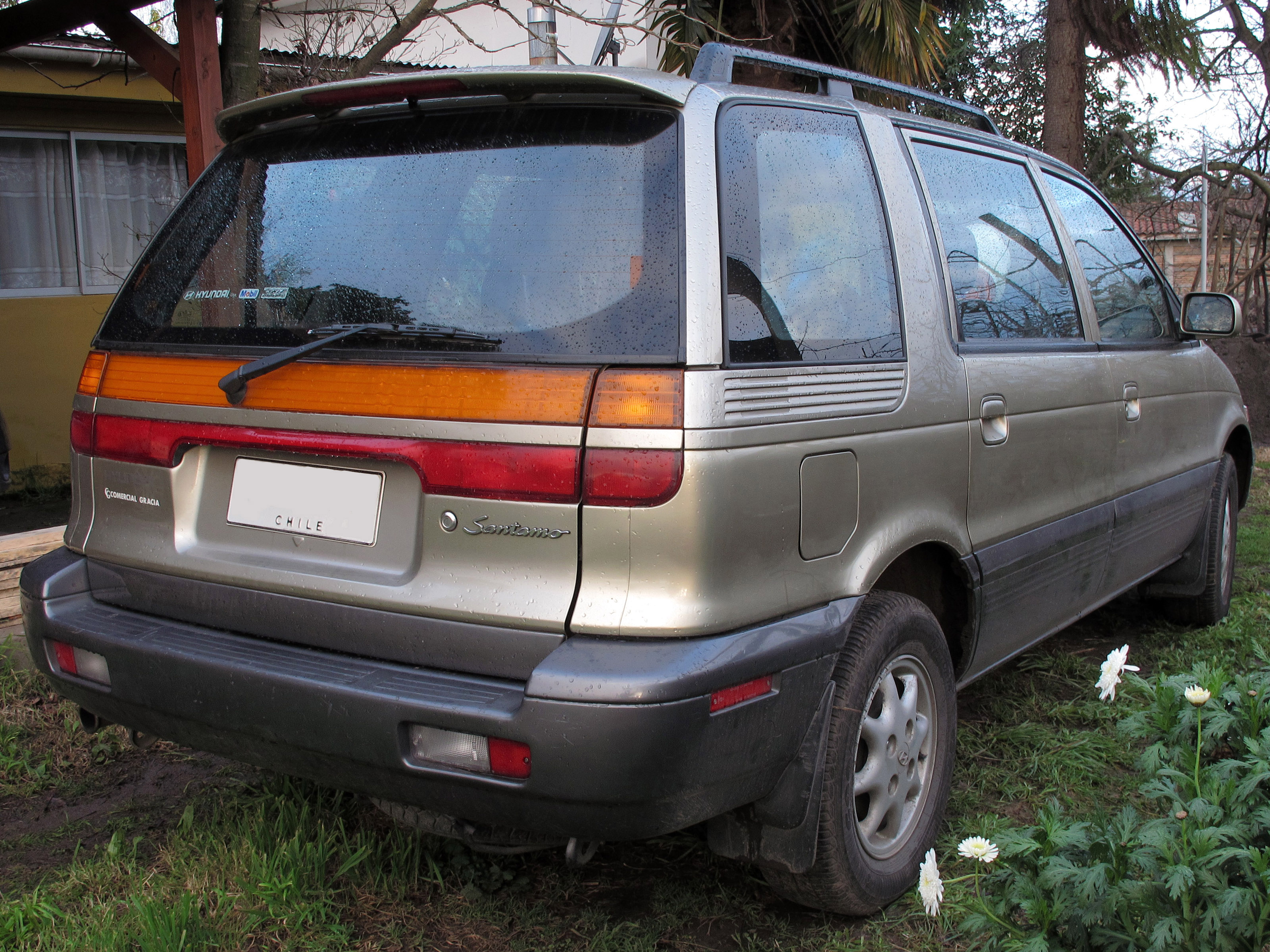
Heckansicht

## Space Wagon (Typ N50, 1998–2004)
Die dritte Generation kam im Oktober 1998 in den Handel.
Anfangs war nur ein 2,4-Liter-GDI-Motor mit 110 (später 108) kW erhältlich, der auch mit Allradantrieb erhältlich war. Ab 2002 gab es dann auch einen 2,0-Liter-Motor mit 98 kW. Von 1999 bis 2001 wurde eine 3,0-Liter-V6-Version mit Allradantrieb und 158 kW angeboten, jedoch nicht für den deutschen Markt. Dieser hat wie auch der 2,4-l-Vierzylinder die für Mitsubishi typische Benzindirekteinspritzung (GDI).
Ende 2004 wurde die Produktion des letzten Vertreters der Space-Wagon-Baureihe eingestellt.
Der Nachfolger wurde der Mitsubishi Grandis.
Motoren:
- 2.0 MPI, 1997 cm³ mit 98 kW (133 PS), 04/2002–12/2004
- 2.4 GDI, 2351 cm³ mit 108 kW (147 PS), 10/2000–12/2004
- 2.4 GDI, 2351 cm³ mit 110 kW (150 PS), 10/1998–09/2000

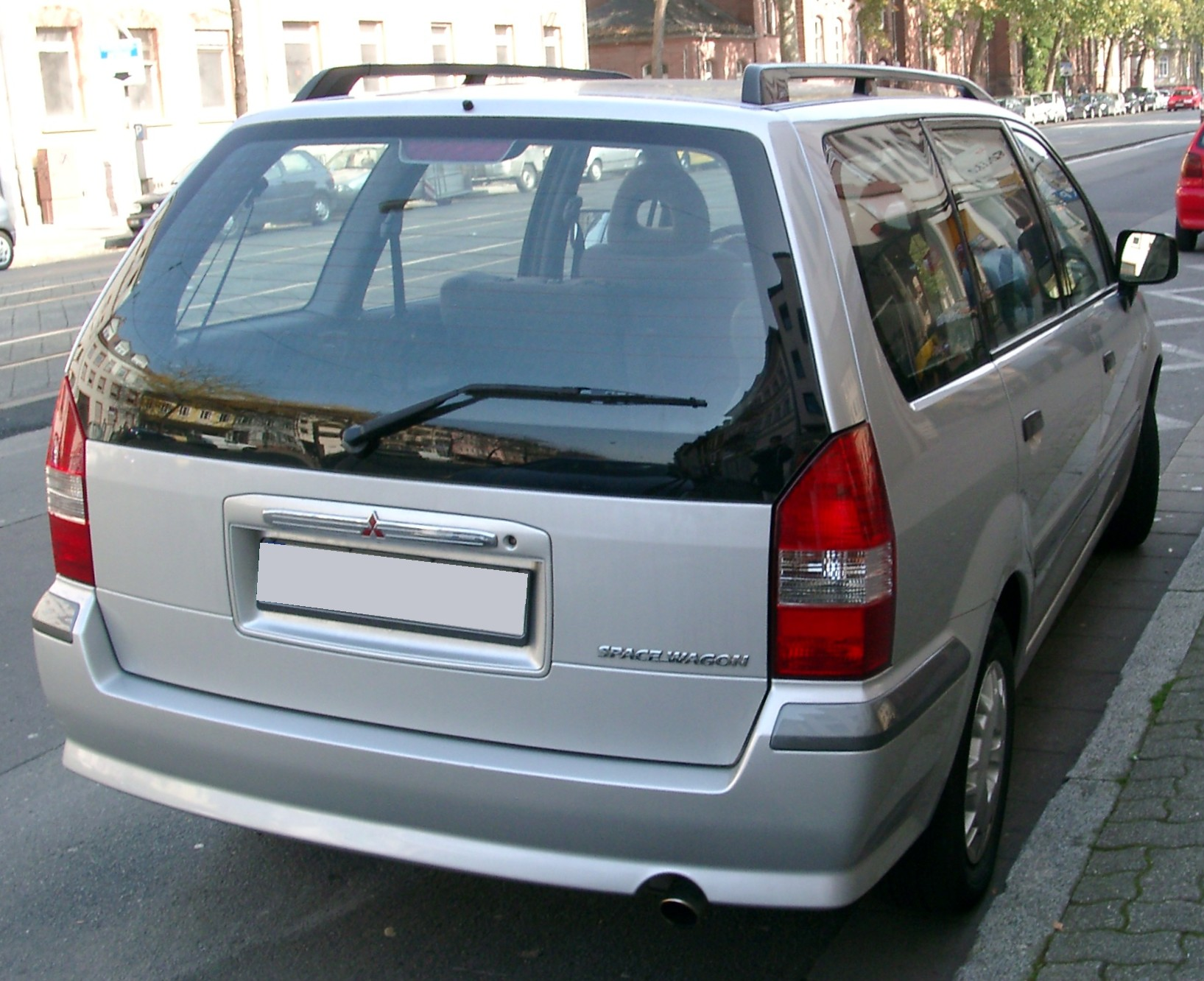
Heckansicht
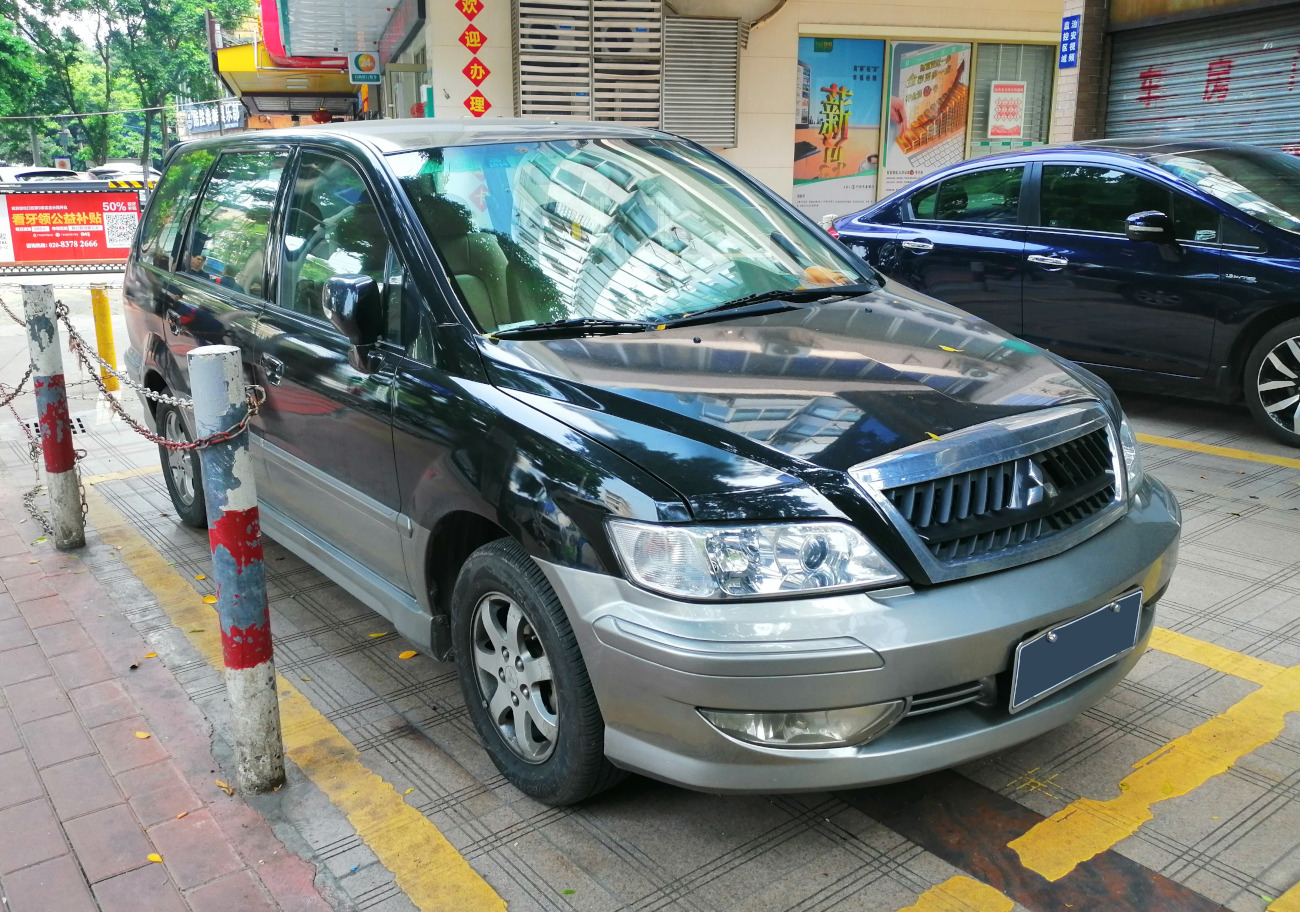
Facelift (China)
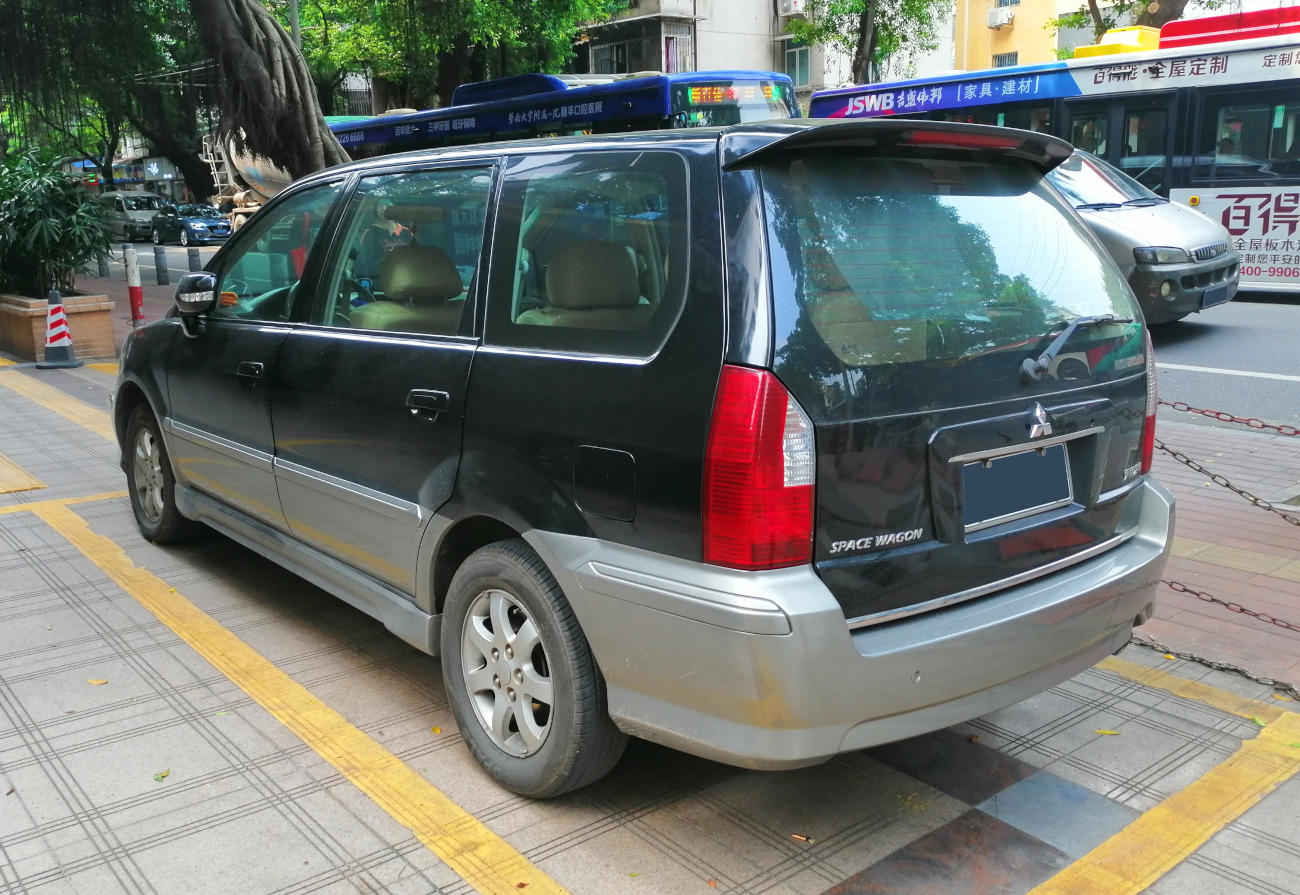
Heckansicht